# Selenops spixi
Selenops spixi är en spindelart som beskrevs av Perty 1833. Selenops spixi ingår i släktet Selenops och familjen Selenopidae. Inga underarter finns listade i Catalogue of Life.